# جون ترافولتا
جون جوزيف ترافولتا (بالإنجليزية: John Travolta)‏ (مواليد 18 فبراير 1954) ممثل أمريكي ومغني وراقص وطيار، بدأت شهرته في أواخر السبعينات، رُشح لنيل الأوسكار عن دوره في فيلم «حمى ليلة السبت»، وهو من معتنقي السينتولوجيا، قام ببطولة عدة أفلام مثل حمى ليلة السبت والوجه المخلوع والخيال المثير والخنازير البرية.

## نشأته وشبابه
كان والده تاجرًا صغيرًا ولاعب كرة قدم وكان اسمه سلفاتوري ترافولتا ووالدته كانت مُدرسة في مدرسة ثانوية واسمها هيلاري ترافولتا، وهو الطفل السادس بين أخوانه، وكان أبواه مرحان جدًا لدرجة أنهم انشئوا مسرح صغير لتسلية الجيران وبرزت موهبة جون من هذا المسرح الصغير. كانوا الأطفال في هذه العائلة يمثلون المسرحيات مع بعضهم البعض ويتدربون عليها وكان عمر جون لا يتعدى 12 عام.

## دخوله لهوليوود

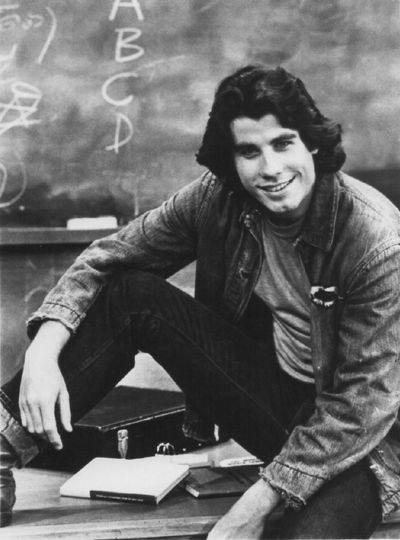
ترافولتا عام 1976

عندما نضج وأصبح في سن السادسة عشر من عمره قرر ترك المدرسة الثانوية والالتحاق بمجال التمثيل ولكي يصل إلى ما يريد كثف جهده في هذا المجال وفعلا أصبح ممثل لكن بطبع ليس مشهور فقد قدم عدة حلقات تلفزيونة بسيطة ومن بعدها جاءته الفرصة في فيلم الرعب The Devil's Rain عام 1975.
وفي عام 1976 لم ينجح جون في أي فيلم له بالشكل المطلوب واستمرت هذه الحالة إلى أن أطلت سنة 1977 عندما قدم فيلمه  Saturday Night Fever بدور الفتى توني مانيرو الذي يحب الرقص وقد حقق هذا الفيلم أرباح تصل إلى 350 مليون دولار في أمريكا فقط.
وفي تلك الفترة بعد نجاح الفيلم اشترك في مسلسل تلفزيوني كان يطلق عليه اسم Welcome Back, Kotter دخل في هذا المسلسل ولم يخرج على حاله، حيث خرج مشهورًا وله جمهور، واستمر المسلسل من عام 1975 حتى 1979، واستمر جون في النجاح وقام ببطولة فيلم غريس (Grease) عام 1978 الذي يتحدث عن حياة مراهق ومشاكل الدراسية التي يواجهها الشباب، ومن ثم ظهر في Urban Cowboy عام 1980 وبعد هذه النجاحات أصبح نجما لامعًا في هوليوود ويحصد النجاح تلو الآخر في أفلامه.

### في فترة الثمانينات

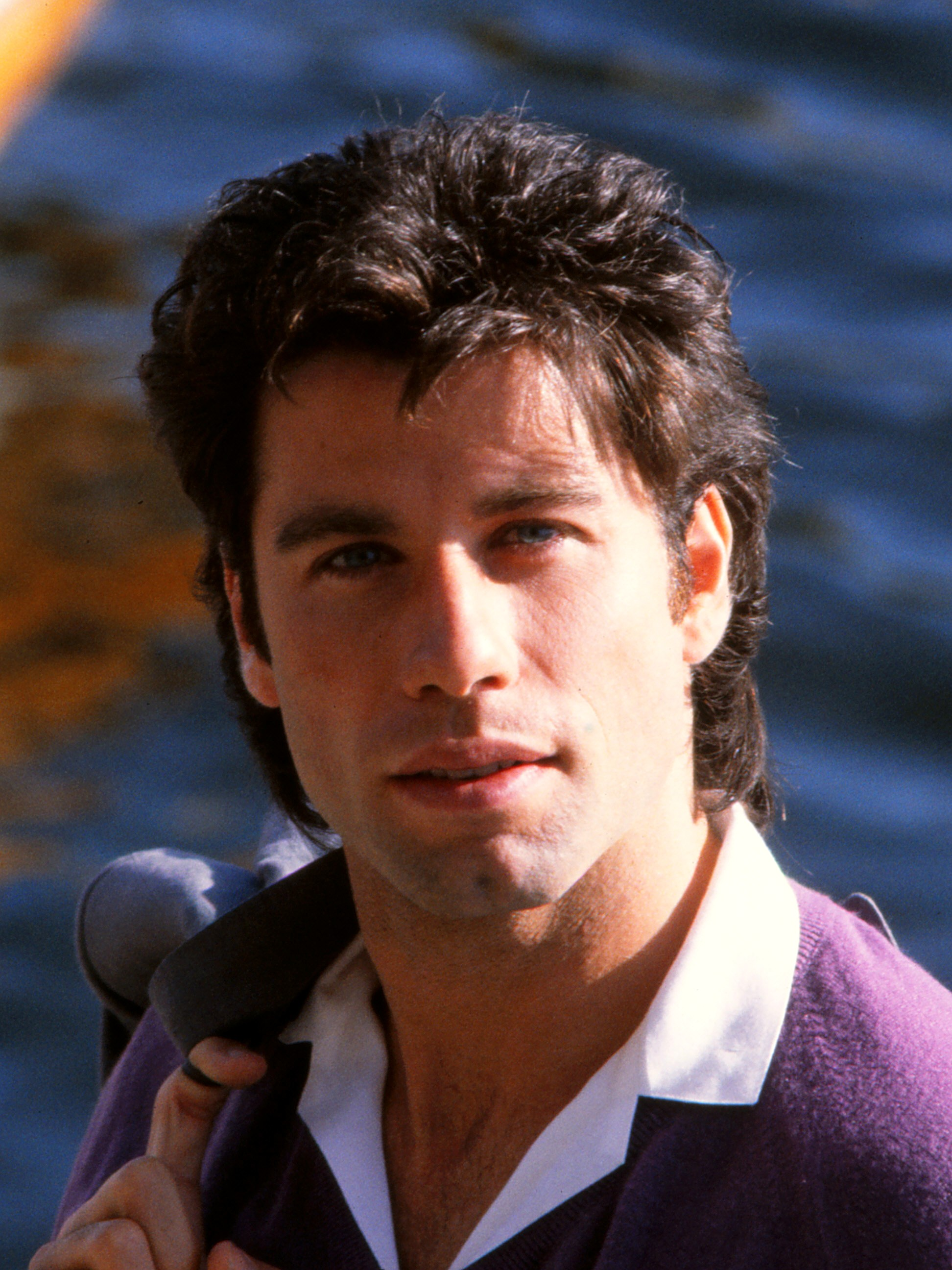
ترافولتا عام 1983

ظهر في عدة أفلام بفترة الثمانينات وهي Blow Out ، Staying Alive، Two of a Kind، Perfect وأخيرا Look Who's Talking.

### في فترة التسعينات

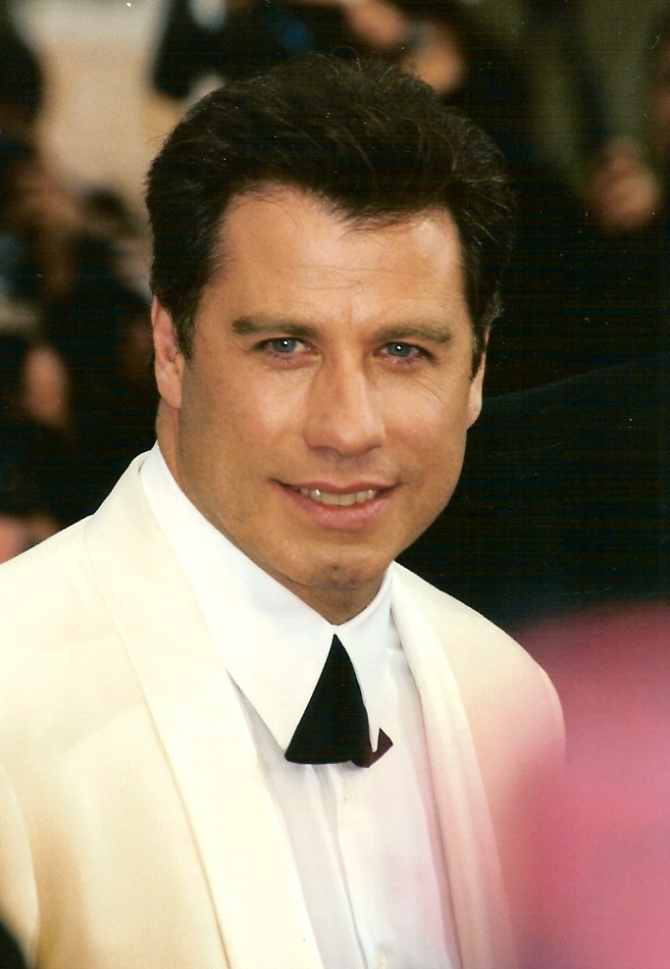
ترافولتا عام 1997

وفي عام 1990 عاد ليمثل دور جيمس أبرياكو في Look Who's Talking Too وفي 1993 Look Who's Talking Now وكان هذا الفيلم الأخير من سلسلة أفلام Look Who's Talking , في عام 1994 انضم ترافولتا إلى بروس ويليس وصامويل ال جاكسون في بطولة فيلم خيال رخيص من إخراج كوينتن تارانتينو حقق الفيلم إيرادات عالية في شباك التذاكر الأمريكي، وقد ترشح ترافولتا لجائزة الأوسكار لأفضل ممثل عن دوره في هذا الفيلم، وترشح ترافولتا لنيل جائزة غولدن غلوب عام 1995 عن دوره في فيلم Get Shorty ، في عام 1996 كان له ثلاثة أفلام هي Michael و Phenomenon و Broken Arrow ، في عام 1997 شارك مع نيكولاس كيج بطولة فيلم الوجه المخلوع من إخراج جون وو، وبعد ذلك ظهر مع داستين هوفمان في فيلم Mad City، في 1998ظهر ترافولتا في الفيلم الحربي الذي رشح لسبعة جوائز أوسكار The Thin Red Line .

### في القرن الحالي
في عام 2000 قدم جون ترافولتا فيلمًا وصف بالفاشل هو ساحة المعركة: الأرض حيث حصل على 2.3/10 بموقع IMDB, بعدها ظهر في الفيلم الكوميدي Lucky Numbers وتلاه فيلم الاكشن سمكة السيف مع هيو جاكمان عام 2001، وفي عام 2007 شارك إلى جانب تيم ألين ومارتن لورنس في بطولة الفيلم الكوميدي وايلد هوغز.
عاد ترافولتا بظهور في مسلسل قصة جريمة أمريكية من إنتاج شبكة إف إكس حيث لعب دور المحامي روبرت شابيرو.

## الحياة الشخصية

### العلاقات

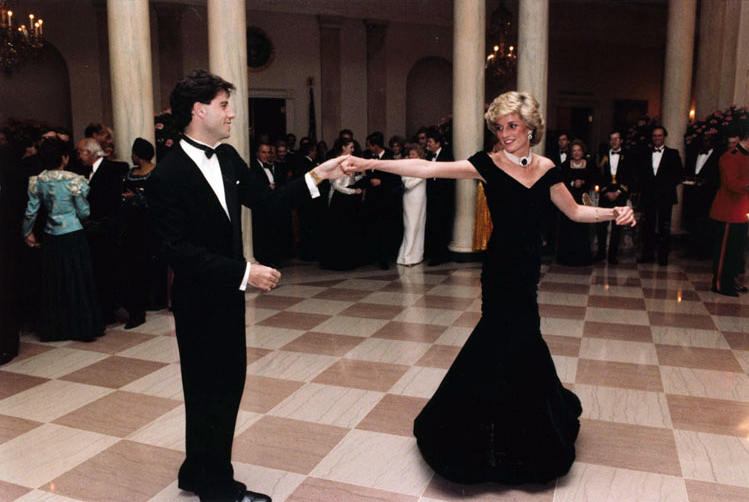
جون ترافولتا يرقص مع الأميرة ديانا في البيت الأبيض في 9 تشرين الثاني 1985

كان ترافولتا في علاقة مع الممثلة ديانا هيلاند، الذي التقى به أثناء تصوير فيلم الصبي في فقاعة البلاستيك؛ لكن توفيت هيلاند بسبب سرطان الثدي في عام 1977. تزوج ترافولتا الممثلة كيلي بريستون في عام 1991، واشترى منزلًا في أيسلسبورو، مين. أنجبا طفل وسموه جيت ولد في 13 أبريل 1992 ولكنه توفى في 2 يناير 2009 (وهو عمره 17 سنة). أنجبا بنت اسمها إيلا بليو في عام 2000 وأنجبا طفل ثالث اسمه بنيامين في عام 2010 في ولاية فلوريدا.
في وقت متاخر من يوم 12 من شهر يوليو عام 2020م أعلن جون ترافولتا عن وفاة زوجته كيلي بريستون بعد صراع مع مرض سرطان الثدي والذي استمر لعامين، وذلك عبر منشور في تطبيق إنستقرام قائلا "«أبلغكم بقلب يعتصره الألم أن زوجتي الجميلة كيلي خسرت معركتها التي استمرت عامين مع سرطان الثدي»، وأضاف: «لقد كافحت بشجاعة، يحيطها حب ودعم الكثيرين. أسرتي وأنا ممتنون للأطباء والممرضين في جميع المراكز الطبية التي تعاملنا معها، كما أعرب عن امتناني لأصدقائها وأحبائها الذين كانوا بجانبها».

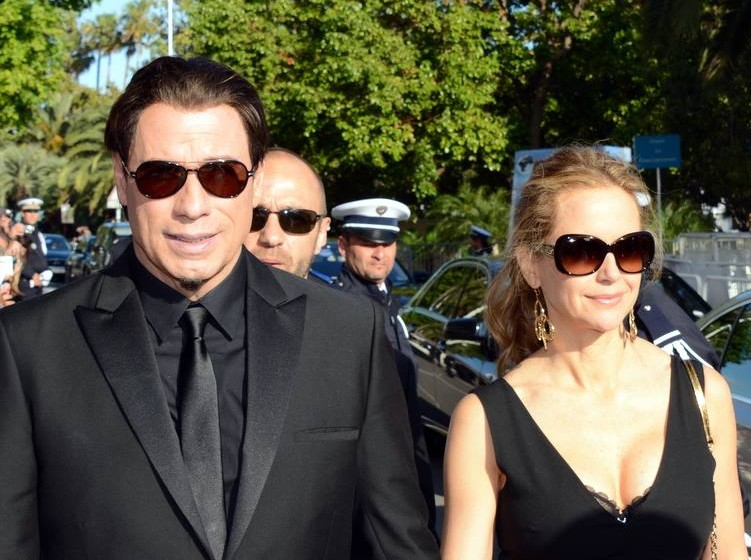
جون ترافولتا وزوجته كيلي بريستون في مهرجان كان السينمائي 2014

في مايو 1991 نشرت مجلة تايم قصة تغطية بعنوان «عبادة الطائفة المزدهرة والسلطة». زعم المدير السابق لكنيسة السيانتولوجيا ويليام فرانكس أن ترافولتا كان حذرًا من ترك الإيمان لأنه يخشى أن تنشر الكنيسة تفاصيل مفصلة عن حياته الخاصة، تشمل حتى سلوكه المثليوزعم مسؤول الكنيسة السابق مارتي راثبون أنه عمل مع محامي ترافولتا عدة مرات للإبقاء على مزاعم حول شذوذ ترافولتا من الصحافة وحل القضايا ضد النجم. في مايو 2012 قدم مدلك مجهول دعوى قضائية ضد ترافولتا نقلًا عن ادعاءات الاعتداء الجنسي. وقال محام لترافولتا أن الادعاءات «خيال كامل وتصنيع» والشخص كان يريد 15 دقيقة من الشهرة. كما ذكر محامي ترافولتا أن موكله سيكون قادرًا على إثبات أنه لم يكن في كاليفورنيا في ذلك اليوم.بعد ذلك انضم مدلك ثان إلى الدعوى التي تقدم مطالبات مماثلة. وبعد ذلك أسقط أصحاب الشكوى الدعوى القضائية

## أعماله
| السنة | الاسم                    | نوع العمل          | الدور                   |
| ----- | ------------------------ | ------------------ | ----------------------- |
| 1975  | مطر الشيطان              | فيلم               | داني                    |
| 1976  | كاري                     | فيلم               | بيللي نولان             |
| 1976  | ولد داخل فقاعه بلاستيك   | فيلم               | تود لوبيتش              |
| 1977  | حمى ليلة السبت           | فيلم               | توني مانيرو             |
| 1978  | غريس                     | فيلم               | داني زوكو               |
| 1978  | لحظة بلحظة               | فيلم               | ستريب                   |
| 1981  | الانفجار                 | فيلم               | جاك تيري                |
| 1983  | البقاء حيا               | فيلم               | توني مانيرو             |
| 1983  | اثنان من نفس النوع       | فيلم               | زاك ميلون               |
| 1985  | في أحسن الأحوال          | فيلم               | ادم لورنس               |
| 1989  | انظر من يتكلم            | فيلم               | جيمس ابرياكو            |
| 1990  | انظر من يتكلم ايضا       | فيلم               | جيمس ابرياكو            |
| 1991  | عيون ملاك (العطاء)       | فيلم               | بوبي                    |
| 1993  | انظر من يتكلم الآن       | فيلم               | جيمس ابرياكو            |
| 1994  | خيال رخيص                | فيلم               | فينسينت فيغا            |
| 1994  | ساترداي نايت لايف        | برنامج تلفزيوني    | بنفسه                   |
| 1995  | احضر شورتي               | فيلم               | الفلفل الحار بالمر      |
| 1996  | أسهم مكسورة              | فيلم               | ماجيك فيك ديك ديكينز    |
| 1996  | ظاهرة                    | فيلم               | جورج مالي               |
| 1997  | الوجه المخلوع            | فيلم               | شون آرتشر / كاستور تروي |
| 1997  | مدينة مجنونة             | فيلم               | سام بايلي               |
| 1998  | الخط الأحمر الرفيع       | فيلم               | العميد كوينتارد         |
| 1998  | دعوى مدنية               | فيلم               | المحامي جان شليتش مان   |
| 1999  | ابنة الجنرال             | فيلم               | بول برينير              |
| 2000  | ساحة المعركة: الأرض      | فيلم               | تيرل                    |
| 2001  | اضطرابات منزلية          | فيلم               | فرانك موريسون           |
| 2001  | سمكة السيف               | فيلم               | غابرييل القص            |
| 2002  | أوستن باورز في غولدميمبر | فيلم               | أوستنبوسي               |
| 2003  | بسيك                     | فيلم               | توم هاردي               |
| 2004  | سلم 49                   | فيلم               | الكابتن مايك كينيدي     |
| 2004  | أغنية عن الحب لبوبي لونج | فيلم               | بوبي لونج               |
| 2004  | ذا بونيشر                | فيلم               | فرانك كاسل              |
| 2005  | كن بارد                  | فيلم               | تشيلي بالمر             |
| 2006  | قلوب وحيدة               | فيلم               | إيلمر روبنسون           |
| 2007  | الخنازير البرية          | فيلم               | وودي يتيفانز            |
| 2007  | مثبتات الشعر             | فيلم               | إدنا                    |
| 2008  | بولت                     | فيلم (رسوم متحركة) | صوت (فقط)               |
| 2009  | اختطاف قطار بلهام 123    | فيلم               | رايدر                   |
| 2010  | لعبة الآباء              | فيلم               | تشارلي                  |
| 2010  | من باريس مع حبي          | فيلم               | تشارلي                  |
| 2012  | الهمج                    | فيلم               | دينيس                   |
| 2013  | موسم القتل               | فيلم               | اميل كوفاك              |
| 2014  | المزور                   | فيلم               | راي كارتر               |
| 2015  | أنشطة إجرامية            | فيلم               | إيدي                    |
| 2015  | حياة على المحك           | فيلم               | بيو                     |
| 2016  | في وادي العنف            | فيلم               | المارشال                |
| 2016  | أنا الغضب                | فيلم               | ستانلي هيل              |
| 2017  | جوتي                     | فيلم               | جون جوني الأب           |
| 2019  | روز السامة               | فيلم               | كارسون فيليبس           |

## وصلات خارجية
- الموقع الرسمي
- جون ترافولتا في قاعدة بيانات الأفلام على الإنترنت
- جون ترافولتا على موقع IMDb (الإنجليزية)
- جون ترافولتا على موقع ميتاكريتيك (الإنجليزية)
- جون ترافولتا على موقع الموسوعة البريطانية (الإنجليزية)
- جون ترافولتا على موقع روتن توميتوز (الإنجليزية)
- جون ترافولتا على موقع مونزينجر (الألمانية)
- جون ترافولتا على موقع ألو سيني (الفرنسية)
- جون ترافولتا على موقع ميوزك برينز (الإنجليزية)
- جون ترافولتا على موقع تيرنر كلاسيك موفيز (الإنجليزية)
- جون ترافولتا على موقع أول موفي (الإنجليزية)
- جون ترافولتا على موقع بوكس أوفيس موجو (الإنجليزية)